# Федеральная утиная марка

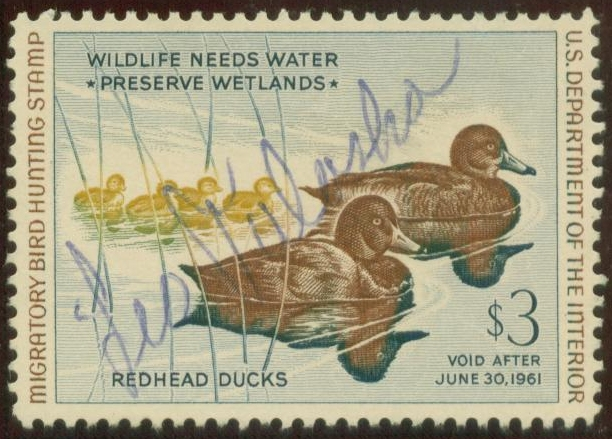
Федеральная утиная марка образца 1961 года, подписанная купившим её охотником (что требуется для законного использования)

Федеральная утиная марка (официальное название — Migratory Bird Hunting and Conservation Stamp) — вид непочтовых марок, появившихся в первой половине XX века в США. Выполняет функцию охотничьего билета, приобретение которого требуется для разрешения со стороны федерального правительства на охоту на перелётных водоплавающих птиц, в первую очередь диких уток.

## Описание
Помимо разрешения на охоту, такой вид марок также служит пропуском в национальные резерваты дикой природы.
Утиные марки («утиные билеты») являются объектами коллекционирования, а их продажа — способом сбора средств для охраны водно-болотных угодий и защиты перелётных птиц: 98 % доходов от их продажи поступает в специальные фонды, занимающиеся охраной птиц.

## История
Утиные билеты были введены в США особым законом от 16 марта 1934 года, принятым Конгрессом США и подписанным президентом Франклином Рузвельтом.